# Tålebo
Tålebo är en småort i Ålems socken i Mönsterås kommun i Kalmar län.
Bolaget Norba går tillbaka till Johan Petterssons smedja i Tålebo som tillverkade hästvagnar och utvecklades till en mekanisk verkstad. Verksamheten växte och verksamhet startades i grannbyn Blomstermåla där Norba sedan var verksamt.